# Чикапа
Чикапа (фр. Ville de Tshikapa) је град на југу Демократске Републике Конго у провинцији Западни Касаи. Налази се 64 километра северно од границе Анголе и 193 километра западно од провинцијске престонице Кананга. 
Град је 1970. имао 38.900 становника, док се њихов број 1994. процењивао на 180.900. Велики покрети становништва током Ратова у Конгу учинили су да се број становника данас не може поуздано одредити. Процена за 2007. је 285.000. 
Од свог оснивања у раном 20. веку, Чикапа је била центар области рудника дијаманата.